# Cristian Bezzi
Cristian Bezzi (Reggio Emilia, 13 maggio 1975) è un ex rugbista a 15 e allenatore di rugby a 15 italiano, in carriera attivo nel ruolo di seconda linea di Parma, Viadana e Reggio Emilia e 11 volte internazionale per l'Italia.

## Biografia
Cresciuto rugbisticamente a Reggio Emilia, Bezzi entrò nel mondo professionistico nel 2000 quando fu ingaggiato dal Viadana, club lombardo della Bassa padana non distante dalla sua città natale. Ai giallo-neri è legata tutta la carriera di club di Bezzi, che con essi vanta un titolo di campione nazionale, due Coppe Italia e una Supercoppa, più numerose presenze in Heineken Cup ed European Challenge Cup.
A livello internazionale, debuttò in maglia azzurra nel Sei Nazioni 2003 a Roma, in occasione dell'incontro d'apertura del torneo, vinto 30-22 contro il Galles; fece poi parte della squadra convocata dal C.T. John Kirwan per la successiva Coppa del Mondo di rugby 2003 in Australia, disputando due incontri; l'ultima presenza in Nazionale è del giugno 2005 contro l'Australia, commissario tecnico il francese Pierre Berbizier.
Il 6 giugno 2008 Bezzi annunciò il ritiro dall'attività agonistica, tuttavia tornò come giocatore del Rugby Reggio e allenatore della sua squadra cadetta, nel campionato federale di serie C; passato poi alla conduzione tecnica della squadra condotta in Eccellenza, dal 2012 è allenatore degli avanti, pur continuando a giocare.

## Palmarès
- Campionati italiani: 1
Viadana: 2001-02
- Coppe Italia: 2
Viadana: 2002-03, 2006-07
- Supercoppe d'Italia: 1
Viadana: 2007